# Poa garhwalensis
Poa garhwalensis är en gräsart som beskrevs av D.C.Nautiyal och R.D.Gaur. Poa garhwalensis ingår i släktet gröen, och familjen gräs. Inga underarter finns listade i Catalogue of Life.